# 富山市玻璃美術館

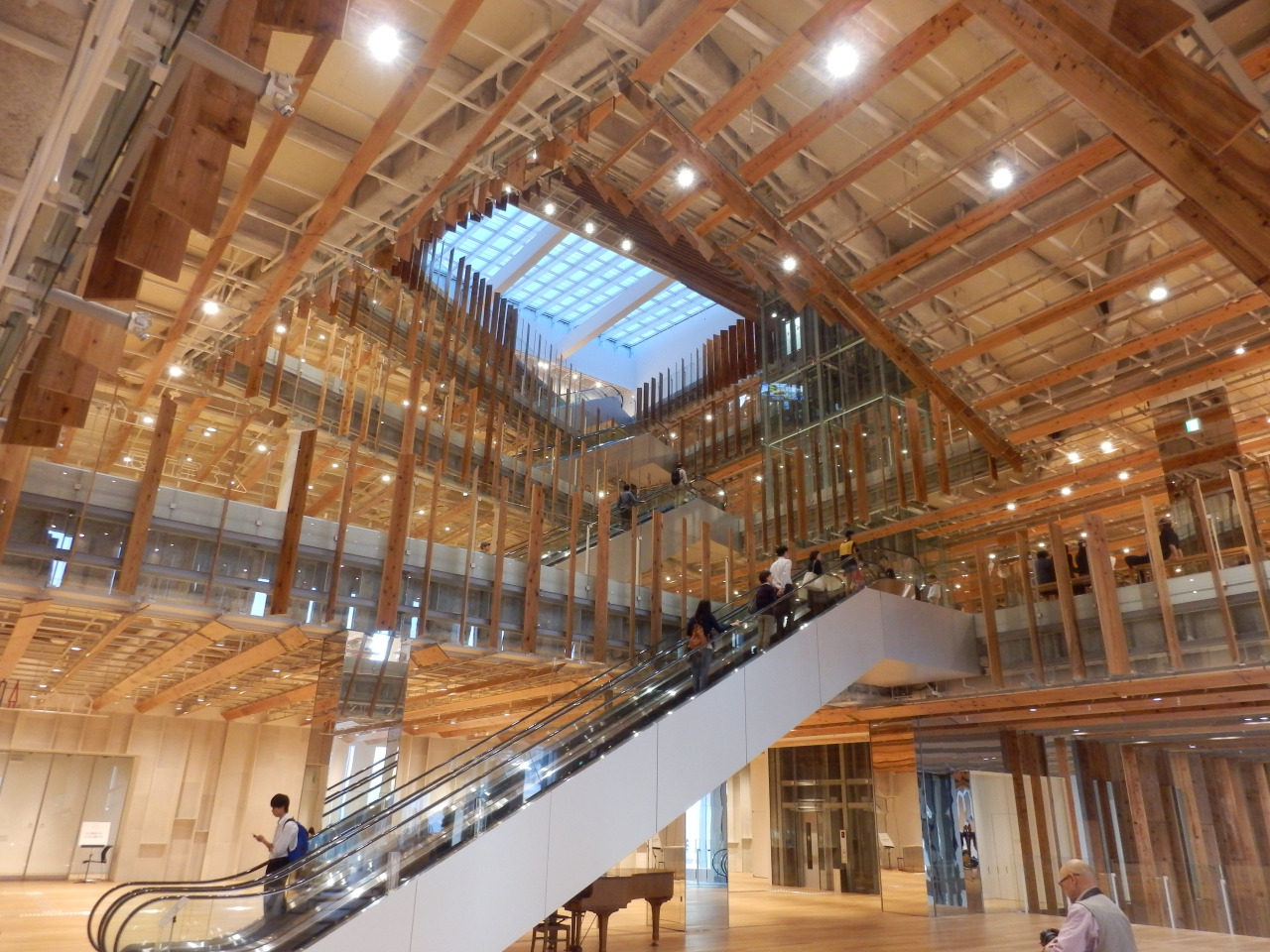
入口中庭

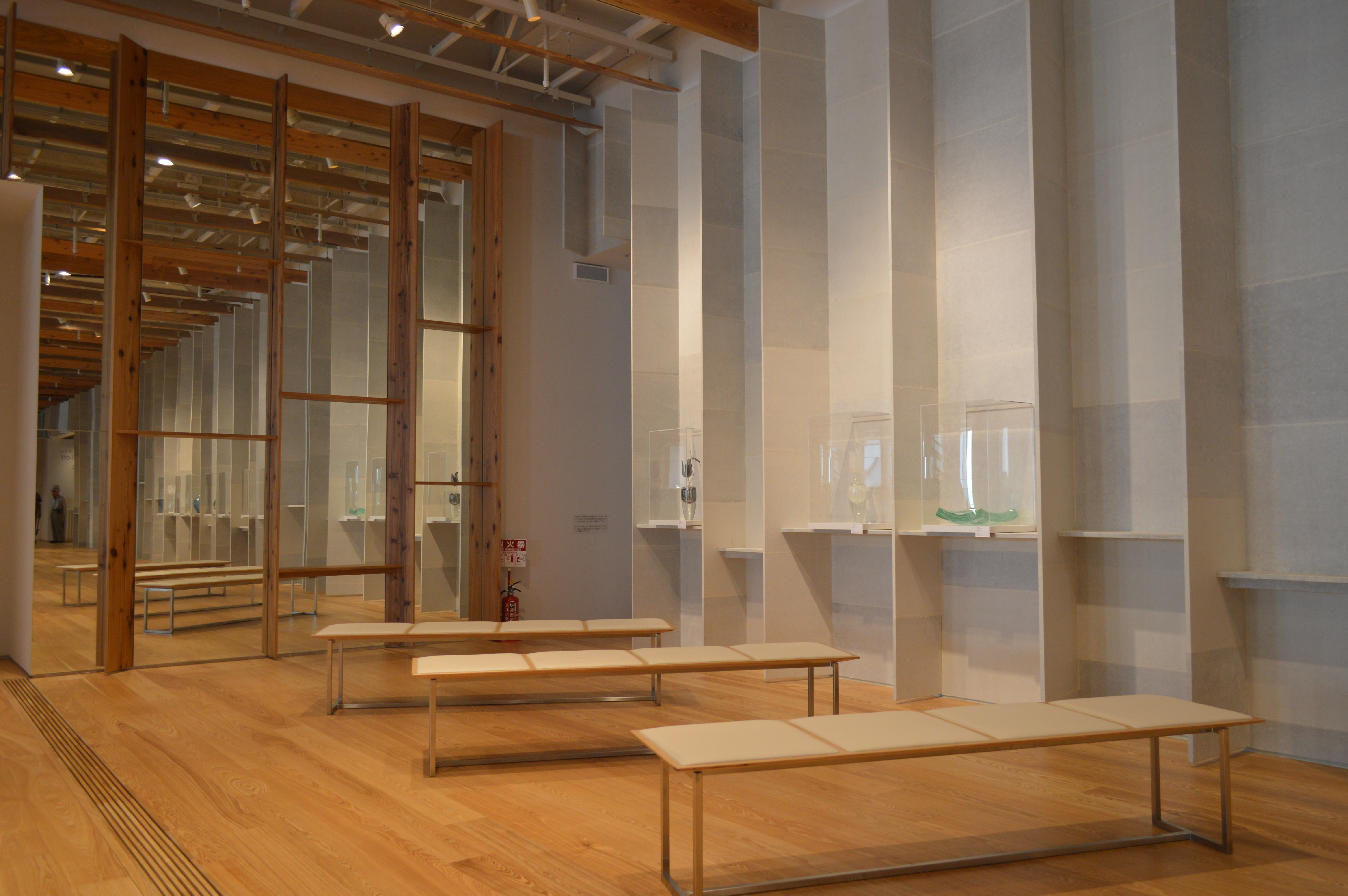
畫廊1

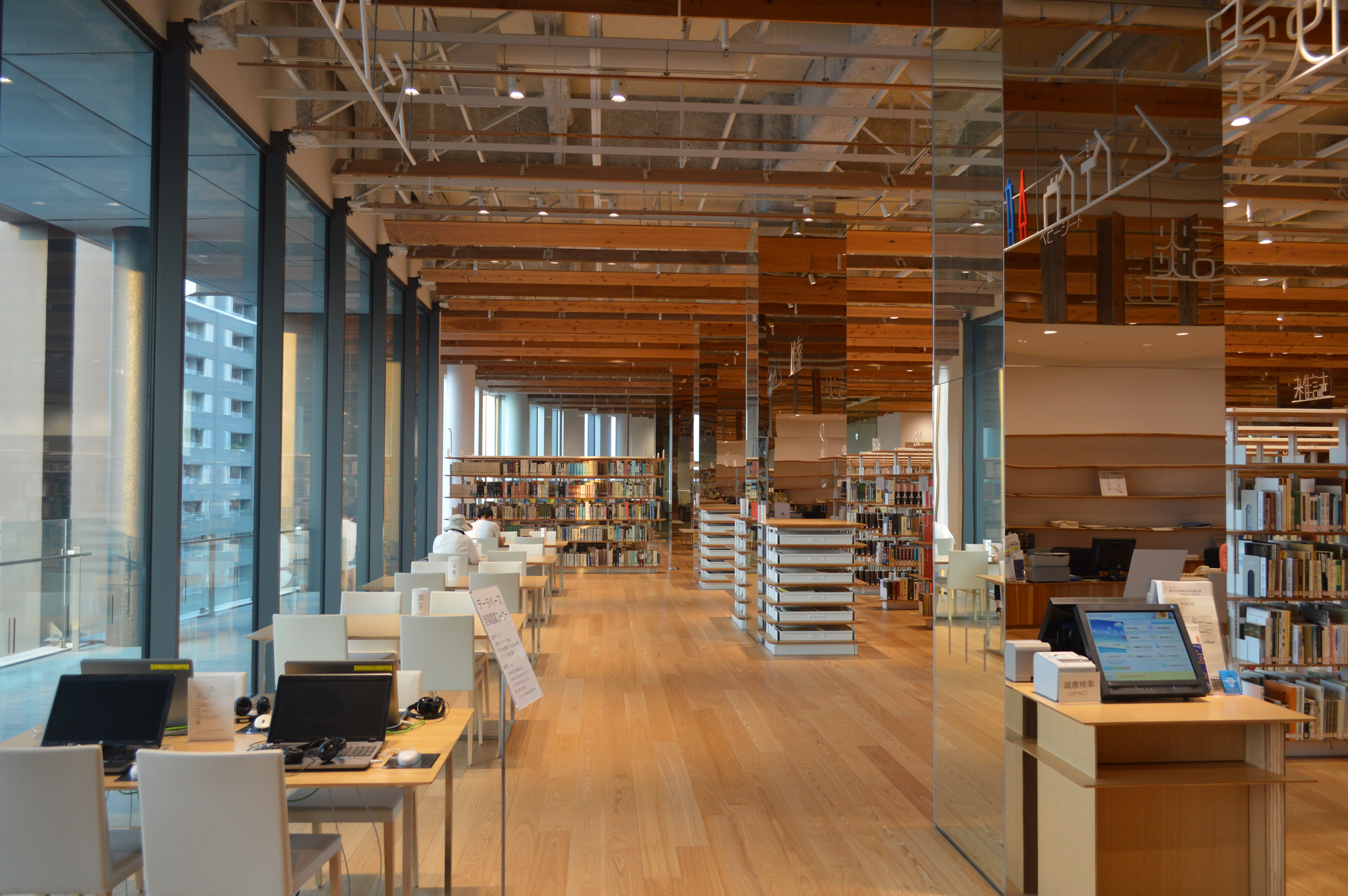
圖書館5樓

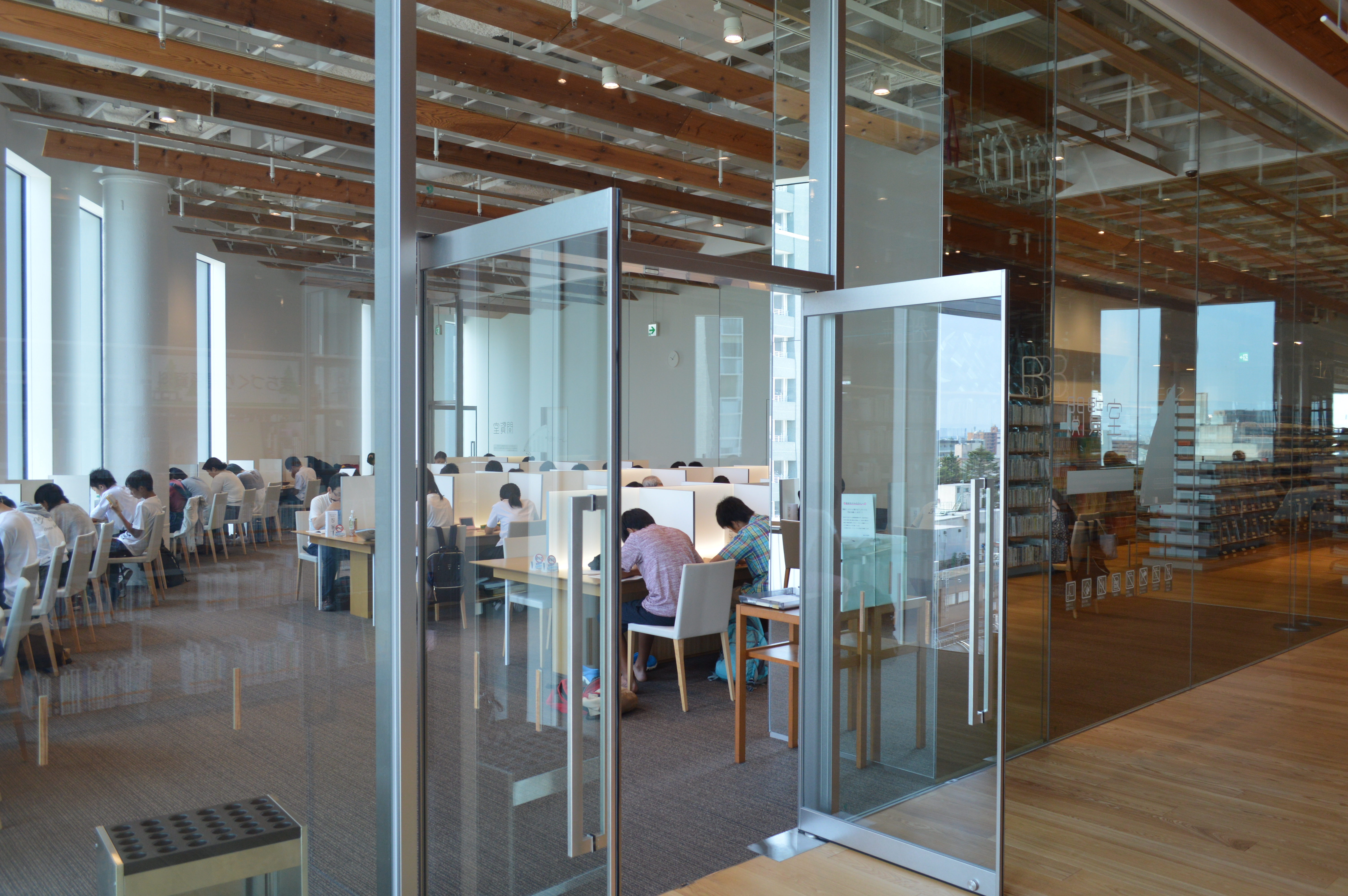
圖書館自修室

富山市玻璃美術館（日语：富山市ガラス美術館），位於日本富山縣富山市西町TOYAMA KIRARI大樓內的一座公立美術館，也是富山市博物館協會的會員。

## 历史
大廈由建築大師隈研吾設計，運用玻璃、鋁及木等不同建材巧妙組合而成。美術館於2015年8月22日開幕，位於大樓2至5樓部份範圍及6樓全層，2016年1月29日參觀者數達到10萬人。而富山市立圖書館位於大樓3至5樓。設兒童圖書區、閱覽室、研討室及特別收藏品室。

## 外部連結
- 富山市玻璃美術館 （页面存档备份，存于）